# Copahue
Copahue ist eine kleine Siedlung in den argentinischen Anden nahe der chilenischen Grenze in der Provinz Neuquén gelegen. Es ist vor allem für seine Quellen bekannt, denen bereits die Ureinwohner der Gegend heilende Wirkungen zurechneten. In einem unwirtlichen Teil der Erde gelegen, war Copahue lange nur mit großen Mühen erreichbar. Inzwischen ist der Ort durch befestigte Straßen erreichbar.
Der Name Copahue stammt aus der Sprache der Ureinwohner, der Mapuche-Indianer, und bedeutet „Ort des Schwefels“. Der gleichnamige noch aktive Vulkan Copahue (2900 m) ist nicht nur Namensgeber der Siedlung, sondern liefert auch die Existenzgrundlage für die Bevölkerung:
Copahue, in 2000 m Höhe gelegen, ist das weltweit höchstgelegene Thermalbad. Die Höhenlage produziert ein einmaliges Mikroklima, dem alleine schon heilende Wirkung zugeschrieben wird. Hier kommen aber noch die heißen Quellen hinzu, die Fango, ein stark schwefelhaltiges Thermalwasser sowie Schwefeldämpfe liefern. Die Höhe bedingt auch, dass der Kurbetrieb nur während der Sommermonate (Anfang Dezember bis Mitte Mai) aufrechterhalten werden kann. Im Winter liegen die Anlagen meist meterhoch unter Schnee begraben.
Die heißen Quellen mit bis zu 16 g Schwefel pro Liter Wasser, der Fango und die schwefelhaltigen Dämpfe, die innerhalb der Kuranlagen zur Verfügung stehen, werden in erster Linie genutzt, um Autoimmunkrankheiten zu behandeln.